# 389 Dywizja Strzelecka (ZSRR)
389 Dywizja Strzelecka (ros. 389-я стрелковая дивизия) – dywizja piechoty radzieckiej Armii Czerwonej.

## Formowanie i walki
389 Dywizja Strzelecka (389 DS) została sformowana w 1941 roku. Od marca 1942 rozlokowana pod Krasnodarem. Uczestniczyła następnie w bitwie o Kaukaz, walcząc o Biesłan (XI 1942), Ardon (XII 1942), Armawir (I 1943), Sławiańsk nad Kubaniem (III 1943) .
5 września 1942 dowodzący 389 DS płk Siergiej Buniaczenko został skazany na karę śmierci za przedwczesne wydanie rozkazu zniszczenia linii kolejowej, co uniemożliwiło wejście do walki pociągowi pancernemu, jednakże został ułaskawiony.
Od grudnia 1943 znajdowała się w składzie I Frontu Ukraińskiego. 5 stycznia 1943 wyzwoliła Berdyczów. Dalej uczestniczyła w składzie działaniach na terenie Polski. W dniu 30 lipca 1944 razem z 58 Dywizją Piechoty zdobyła Annopol, natomiast próba uchwycenia przyczółku na Wiśle nie powiodła się z powodu kontrataków armii niemieckiej.  w styczniu 1945 roku wyzwoliła Kielce, a w lutym–marcu wraz z 329 Dywizją Piechoty zdobywała Głogów. Wojnę zakończyła w Czechach .
W 389 DS służyli m.in. mł. sierż. Jereżepbaj Mołdabajew († 07.08.1944, Bohater Związku Radzieckiego) i st. lejt. Temik Awtandylan († 10.02.1945, Bohater Związku Radzieckiego).

## Dowódcy dywizji
Dywizją dowodzili:
- płk Siergiej Buniaczenko (30.03.1942 – 04.09.1942) – później dostał się do niewoli i kolaborował z Niemcami[2],
- gen. mjr Leonid Kołobow[3] (05.09.1942 – 11.05.1945) – Bohater Związku Radzieckiego[1] .

## Struktura organizacyjna
- 545 Pułk Strzelecki
- 1277 Pułk Strzelecki
- 1279 Pułk Strzelecki
- 950 Pułk Artylerii[5]